# DIARY (青山テルマのアルバム)
『DIARY』（ダイアリー）は、青山テルマの1作目のアルバム。2008年3月26日にリリース。

## 概要
- 1作目のシングル「ONE WAY」から、Souljaの「ここにいるよ feat.青山テルマ」のアンサーソング「そばにいるね feat.Soulja」が収録されている。
- 小泉今日子の「あなたに会えてよかった」のカヴァーソングが収録されている。

## 収録曲
1. My Beginning
2. そばにいるね
3. ONE WAY
4. My dear friend
5. Last Letter
6. リズム
7. GOOD TIME REMIX feat. MIKU from YA-KYIM
8. HIGHER
bjリーグ・仙台89ERS 2008-09シーズンサポートソング。
9. Paradise
10. This Day feat.童子-T
11. このままで
12. あなたに会えてよかった
13. ママへ
14. DIARY

## 演奏
- 青山テルマ
  - Vocal
  - Chorus (#2)
- Shingo.S
  - Piano (#1)
  - All Instruments (#3.5.6.8.14)
- SoulJa：Rap, Vocal, Chorus, Demo Track (#2)
- 佐藤寛：Arrangement, Keyboards, Rhythm Programming, Synth… Bass (#2)
- 小倉博和：Acoustic Guitar (#2)
- MAYNA：Chorus (#2)
- 阿部義明：Guitar (#4.12)
- 門脇大輔ストリングス：Strings (#4.13.14)
- 門脇大輔：Strings Arrangement (#4.14)
- 春川仁志
  - Programming ＆ All Other Instruments (#4.11.12)
  - Strings Arrangement (#4)
  - Arrangement (#11.12)
- ICEDOWN：Remix (#7)
- DJ TAKI-SHIT：Arrangement, Programming (#9)
- Ayakooo：Chorus (#12)
- M-Swift：All Arrangement, Guitar, Programming (#13)
- Aya Kume：Additional Chorus (#13)